# سفارت نروژ در اتاوا
سفارت نروژ در اتاوا (به انگلیسی: Embassy of Norway) یک سفارت در کانادا است که در اتاوا واقع شده‌است.